# Лате макиато
Лàте макиàто (на италиански: latte macchiato, букв. „прясно мляко на петна“) е топла напитка, съдържаща еспресо и прясно мляко, която наподобява кафелате, но се приготвя от по-препечено кафе и повече мляко. Произхожда от Италия, като в началото е била правена за деца с цел да могат да пият кафе както възрастните, без да приемат много кофеин. Впоследствие започва да се консумира в Средна и Западна Европа също и от възрастни.
Сервира се обикновено във висока чаша и се състои от три слоя, които трябва да могат да се разграничат ясно. Най-долният слой е от горещо мляко, следва еспресо и след това млечна пяна. Понеже еспресото има по-висока температура от млякото, а с това и по-малка плътност, то остава над него. За да се спомогне този ефект, кафето се налива последно (върху млечната пяна), за да бъде забавено по пътя си към дъното.
За по-естетичен вид може да бъде гарнирано с шоколадови стърготини, какаов или канелен прах. Сервира се с лъжица с дълга дръжка или със сламка.

## Сходни напитки
Лате макиато се различава от кафелате по няколко начина:
- в лате макиато еспресото се добавя към млякото, а не млякото към еспресото, както е в Кафелате.
- лате макиато съдържа повече пяна, отколкото просто горещо мляко: пропорцията на млечната пяна, която е на повърхността в лате макиато е около 1,5 см, а в кафелате почти липсва.[1]
- лате макиато често използва само половин еспресо или още по-малко.
- лате макиато често е „слоеста“ напитка, вместо да се смесва, както е в кафелате.
- в лате макиато акцентът е върху млякото, докато в кафелате е върху кафето.
- лате макиато има макия (на итал. macchia) – малко „петно“ от крема, оставено върху млякото, докато в кафелатето еспресото традиционно се добавя преди млякото и следователно няма „маркировка“.

Кафе макиато – друга напитка с подобно име, всъщност е еспресо, „петнясано“ с малко количество мляко.
Лате макиато не е капучино и макар съставките да са едни и същи, те трябва да бъдат смесени в различна степен и по различни начини. Докато капучиното се приготвя в голяма чаша, като първо се изсипва кафето, а след това млякото, за истинското лате макиато първо се сипва в чаша разбито мляко и след това кафе. Освен това в едно капучино количеството кафе е 1/5 от това на млякото. Няма фиксирана пропорция за лате макиато. Все пак в чаша от 200 ml кафето би било около 1/10 от обема.